# 贝韦里诺
贝韦里诺（義大利語：Beverino），是意大利拉斯佩齐亚省的一个市镇。总面积36.01平方公里，人口2412人，人口密度67.0人/平方公里（2009年）。ISTAT代码为011003。